# Terezín
Terezín (Theresienstadt en alemany) és una població i una antiga fortalesa austrohongaresa de la República Txeca.

## Història

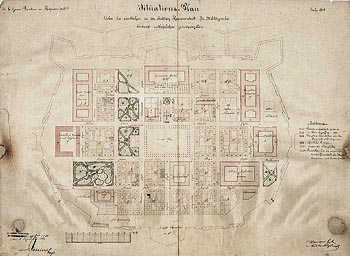
Plànol de la fortalesa

A finals del segle xviii, l'Imperi Austrohongarès va construir aquesta fortalesa a la confluència del riu Elba i de l'Ohře i es va anomenar Theresienstadt en honor de l'emperadriu Maria Teresa I d'Àustria.
Es va començar a construir el 1780 i va durar deu anys. La fortalesa ocupa una superfície total de 3.89 km² al centre d'una zona inundable. Les fortificacions són concebudes segons la tradició de Sébastien Le Prestre, el marquès de Vauban. En temps de pau, la fortalesa acollia una guarnició de més de 5000 soldats i en temps de guerra en podia arribar a acollir 11000, per bé que no es va usar mai en cap campanya militar. A la segona meitat del segle xix es va començar a fer servir de presó.
Durant la I Guerra Mundial la fortalesa va servir de camp de presoners. Gavrilo Princip, l'assassí de l'arxiduc Francesc Ferran d'Àustria i la seva dona hi va ser empresonat i hi va morir de tuberculosi el 1918.

## LaII Guerra Mundial
Durant la II Guerra Mundial, la Gestapo va transformar Terezín en un camp de concentració on es van deportar 144.000 jueus. D'aquests almenys 6000 hi va morir per les males condicions de vida, com la fam, les malalties i epidèmies de tifus. Aquesta va ser la ciutat escollida perquè la Creu Roja Internacional realitzés una inspecció sobre les condicions en les que es trobaven els deportats als camps de concentració. Al final de la guerra 88.000 foren deportats a Auschwitz i altres camps de concentració. Un cop la guerra es va acabar, només quedaven 19.000 sobrevivents. El poeta francès Robert Desnos hi va morir de tifus el 8 de juny de 1945.

## Fills il·lustres
- Maria Müller (1898-1958) fou una soprano.
- Vincent Reifnner (1878-1922) fou un compositor musical.

## Actualitat
Després de la guerra, la ciutat es va tornar a anomenar Terezín. Va conservar una guarnició fins al 1996, quan l'exèrcit va deixar la ciutat amb un cop molt fort per a l'economia local. La ciutat intenta deixar enrere el passat militar i mostrar-se com una ciutat activa i moderna, per bé que les inundacions de 2002 la van afectar greument.